# 17020 Hopemeraengus
17020 Hopemeraengus este un asteroid din centura principală de asteroizi.

## Descriere
17020 Hopemeraengus este un asteroid din centura principală de asteroizi. A fost descoperit pe 24 februarie 1999 la Cocoa de Ian P. Griffin. Asteroidul prezintă o orbită caracterizată de o semiaxă mare de 2,75 ua, o excentricitate de 0,13 și o înclinație de 10,4° în raport cu ecliptica.